# Давор Домінікович
Давор Домінікович  (хорв. Davor Dominiković, 7 квітня 1978, Меткович) — хорватський гандболіст, олімпійський чемпіон.

## Виступи на Олімпіадах
| Олімпіада  | Дисципліна | Місце |
| ---------- | ---------- | ----- |
| Афіни 2004 | гандбол    | 1     |
| Пекін 2008 | гандбол    | 4     |